# Varent
De Varent is een heuvel met een hoogte van 102 meter in de Vlaamse Ardennen bij Maarke-Kerkem in Maarkedal en tevens de naam van een gehucht en helling op de zuidflank van diezelfde heuvel.

## Wielrennen

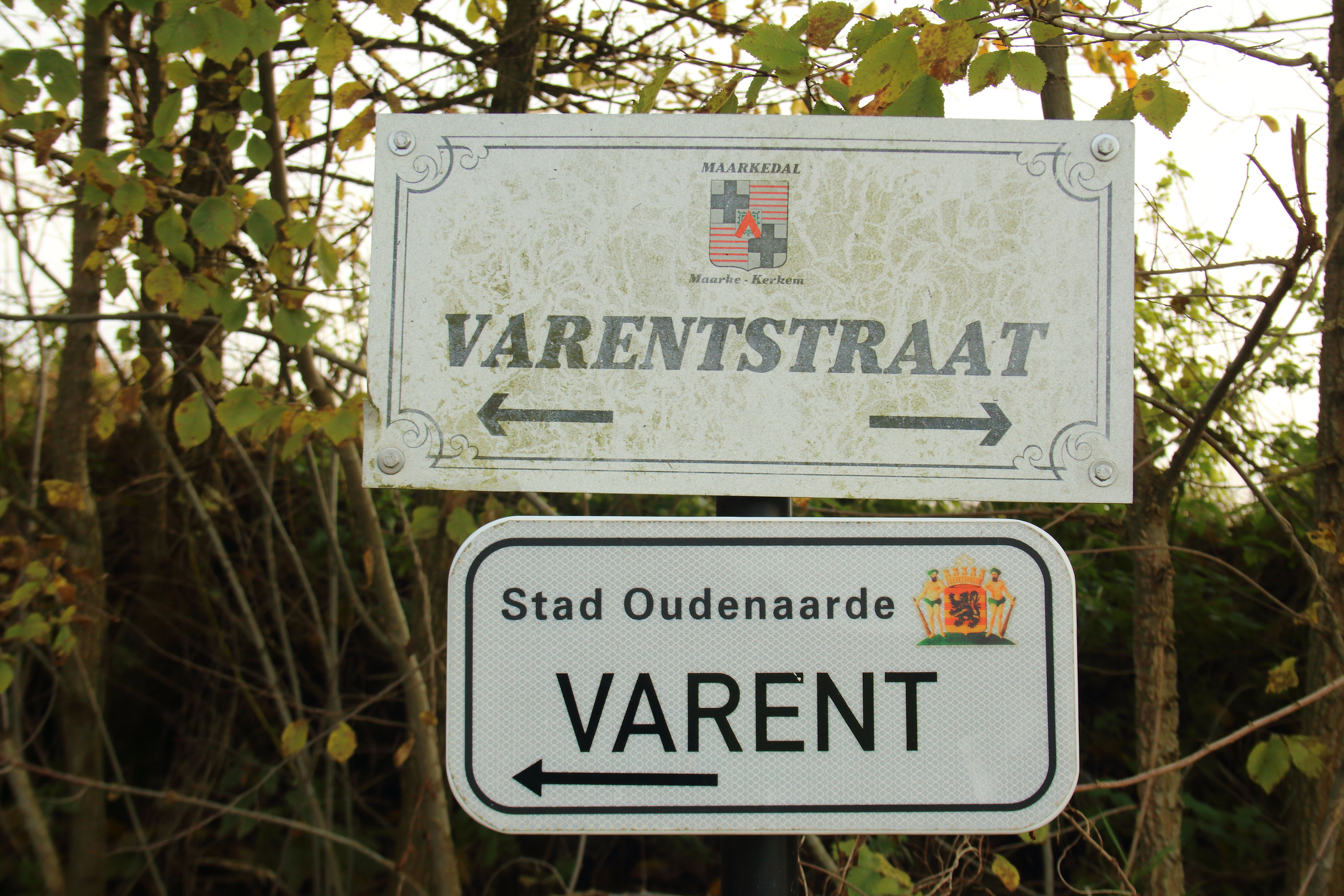

De helling is 24 maal (1960, 1973-1977, 1980-1996, 2009) opgenomen in de Ronde van Vlaanderen.
Tot de beklimming in 1977 was de helling een smalle kasseiweg, sindsdien is het een asfaltweg met enkel de top in kasseien.
In 1960 wordt de klim in de Ronde gesitueerd tussen de Kruisberg en de Valkenberg, in 1973 tussen de Edelareberg en de Valkenberg, van 1974-1977 tussen de Volkegemberg en de Muur, van 1980-1982 tussen de Volkegemberg en de Steenberg, in 1983 tussen Volkegemberg en Molenberg, in 1984 tussen de Volkegemberg en de Keiweg-Leberg, van 1985-1989 tussen de Eikenberg en de Keiweg-Leberg, in 1990 tussen de Eikenberg en de Leberg en van 1991-1996 tussen de Volkegemberg en de Leberg. In 2009 is de helling gesitueerd tussen de Eikenberg en de Leberg.
De Varent is tweemaal (1960, 1977) opgenomen geweest in Gent-Wevelgem. De Varent is ook meermaals opgenomen in de Omloop Het Nieuwsblad en Dwars door België. In 2024 zit ze voor het eerst in Nokere Koerse.

## Plaats
De plaats Varent is een gehucht bij de straten Varent, Varentstraat en Noenendal.